# Mydaea castanea
Mydaea castanea este o specie de muște din genul Mydaea, familia Muscidae, descrisă de Albuquerque în anul 1955. Conform Catalogue of Life specia Mydaea castanea nu are subspecii cunoscute.